# Élections législatives de 1876 dans la Nièvre
Les élections législatives de 1876 ont eu lieu les 20 février et 5 mars.

## Résultats à l'échelle du département
| Partis         | Partis              | Premier tour | Premier tour | Sièges |
| Partis         | Partis              | Voix         | %            | Sièges |
| -------------- | ------------------- | ------------ | ------------ | ------ |
|                | Bonapartistes       | 34 599       | 46,96        | 2      |
|                | Gauche républicaine | 16 480       | 22,37        | 2      |
|                | Union républicaine  | 15 172       | 20,59        | 0      |
|                | Extrême-gauche      | 5 988        | 8,13         | 1      |
|                | Légitimistes        | 1 445        | 1,96         | 0      |
|                |                     |              |              |        |
| Inscrits       | Inscrits            | 94 352       | 100,00       | 5      |
| Votants        | Votants             | 74 205       | 78,65        |        |
| Abstentions    | Abstentions         | 20 147       | 21,35        |        |
| Blancs et nuls | Blancs et nuls      | 521          | 0,70         |        |
| Exprimés       | Exprimés            | 73 684       | 99,30        |        |

## Résultats par arrondissement

### Arrondissement de Château-Chinon
| Candidat       | Candidat               | Parti               | Premier tour | Premier tour |
| Candidat       | Candidat               | Parti               | Voix         | %            |
| -------------- | ---------------------- | ------------------- | ------------ | ------------ |
|                | Jacques François Gudin | Gauche républicaine | 7 259        | 51,66        |
|                | Jean Gautherin         | Bonapartiste        | 6 793        | 48,34        |
|                |                        |                     |              |              |
| Inscrits       | Inscrits               | Inscrits            | 18 486       | 100,00       |
| Votants        | Votants                | Votants             | 14 133       | 76,45        |
| Abstention     | Abstention             | Abstention          | 4 353        | 23,55        |
| Blancs et nuls | Blancs et nuls         | Blancs et nuls      | 81           | 0,57         |
| Exprimés       | Exprimés               | Exprimés            | 14 052       | 99,43        |

### Arrondissement de Clamecy
| Candidat       | Candidat                                 | Parti              | Premier tour | Premier tour |
| Candidat       | Candidat                                 | Parti              | Voix         | %            |
| -------------- | ---------------------------------------- | ------------------ | ------------ | ------------ |
|                | Honoré-Joseph-Octave Le Peletier d'Aunay | Bonapartiste       | 10 142       | 60,62        |
|                | Étienne Tenaille-Saligny                 | Union républicaine | 6 589        | 39,38        |
|                |                                          |                    |              |              |
| Inscrits       | Inscrits                                 | Inscrits           | 21 320       | 100,00       |
| Votants        | Votants                                  | Votants            | 16 882       | 79,18        |
| Abstention     | Abstention                               | Abstention         | 4 438        | 20,82        |
| Blancs et nuls | Blancs et nuls                           | Blancs et nuls     | 151          | 0,89         |
| Exprimés       | Exprimés                                 | Exprimés           | 16 731       | 99,11        |

### Arrondissement de Cosne
| Candidat       | Candidat                        | Parti              | Premier tour | Premier tour |
| Candidat       | Candidat                        | Parti              | Voix         | %            |
| -------------- | ------------------------------- | ------------------ | ------------ | ------------ |
|                | Philippe La Beaume de Bourgoing | Bonapartiste       | 9 047        | 51,32        |
|                | Jean Massé                      | Union républicaine | 8 583        | 48,68        |
|                |                                 |                    |              |              |
| Inscrits       | Inscrits                        | Inscrits           | 22 025       | 100,00       |
| Votants        | Votants                         | Votants            | 17 766       | 80,66        |
| Abstention     | Abstention                      | Abstention         | 4 259        | 19,34        |
| Blancs et nuls | Blancs et nuls                  | Blancs et nuls     | 136          | 0,77         |
| Exprimés       | Exprimés                        | Exprimés           | 17 630       | 99,23        |

### Arrondissement de Nevers

#### 1recirconscription
| Candidat       | Candidat               | Parti               | Premier tour | Premier tour |
| Candidat       | Candidat               | Parti               | Voix         | %            |
| -------------- | ---------------------- | ------------------- | ------------ | ------------ |
|                | Cyprien Gired          | Gauche républicaine | 9 221        | 59,47        |
|                | Victor Augustin Petiet | Bonapartiste        | 4 840        | 31,21        |
|                | Devuns                 | Légitimiste         | 1 445        | 9,32         |
|                |                        |                     |              |              |
| Inscrits       | Inscrits               | Inscrits            | 20 271       | 100,00       |
| Votants        | Votants                | Votants             | 15 621       | 77,06        |
| Abstention     | Abstention             | Abstention          | 4 650        | 22,94        |
| Blancs et nuls | Blancs et nuls         | Blancs et nuls      | 115          | 0,74         |
| Exprimés       | Exprimés               | Exprimés            | 15 506       | 99,26        |

#### 2ecirconscription
| Candidat       | Candidat             | Parti          | Premier tour | Premier tour |
| Candidat       | Candidat             | Parti          | Voix         | %            |
| -------------- | -------------------- | -------------- | ------------ | ------------ |
|                | Jean Placide Turigny | Extrême gauche | 5 988        | 61,32        |
|                | Jean-Charles Decray  | Bonapartiste   | 3 777        | 38,68        |
|                |                      |                |              |              |
| Inscrits       | Inscrits             | Inscrits       | 12 250       | 100,00       |
| Votants        | Votants              | Votants        | 9 803        | 80,02        |
| Abstention     | Abstention           | Abstention     | 2 447        | 19,98        |
| Blancs et nuls | Blancs et nuls       | Blancs et nuls | 38           | 0,39         |
| Exprimés       | Exprimés             | Exprimés       | 9 765        | 99,61        |